# 聖瑪利亞 (巴拉圭)
聖瑪利亞（西班牙語：Santa María de Fe），是巴拉圭的城鎮，位於該國南部，由米西奧內斯省負責管轄，距離亞松森253公里，始建於1647年，面積520平方公里，海拔高度130米，人口8,463，人口密度每平方公里14.2人。